# Dimitris Michalopoulos
Dimitris Michalopoulos (né à Athènes en 1952) est un historien grec francophone, ancien élève de l'EHESS et ancien boursier Fulbright spécialiste de la navigation antique et de l'histoire des Balkans. Il est actuellement  attaché à l’Institut d’Histoire maritime hellène et enseigne l’ « Histoire de la Grèce moderne et contemporaine » à l’Université du Peuple (Athènes). Dans son dernier ouvrage, il cherche à démontrer que l’Odyssée d'Homère eut lieu dans l'Océan atlantique. 

## Biographie
Son père, Georges (1905-1988), général de l'Armée grecque, prit part (1940-1941) à la Seconde guerre mondiale, fut décoré de la croix de guerre, s'évada du camp de prisonniers allemand à Florina (1941) et prit part active à la Résistance contre les troupes du Reich qui occupaient son pays. Dimitris, son fils, fit ses études à l’École italienne d’Athènes (1964-1970), à l’université nationale et capodistrienne d’Athènes (1970-1974), à l'Institut français d'Athènes (1969-1971), à l'École Pratique des Hautes Études (élève stagiaire, 1974-1975) et, grâce à une bourse accordée par le gouvernement français, à l’École des hautes études en sciences sociales de Paris, qui, en 1978, lui conféra le titre de docteur en histoire économique et sociale. Pendant les années 1980-1982, il occupa le poste de conservateur des archives du président de la République hellénique, Constantin Caramanlis. De 1982 à 1994 il enseigna l’Histoire diplomatique à l’université Aristote de Thessalonique à titre de maître assistant chargé de cours d’abord et de professeur adjoint ensuite. Il fut professeur d’histoire à l’Académie diplomatique de Grèce (1991), à l'Académie navale de Grèce (1994-1997) et à l’École de guerre de la Marine nationale grecque (1990-1997). Il fut le directeur de la section d'études grecques de l'université de Valladolid, rattachée au Centre culturel européen de Delphes (1990), remplit les fonctions de conservateur du musée de la Ville d'Athènes (1990-2000) et celles de directeur de l’ « Institut de recherches sur Éleuthérios Vénizélos et son époque » (2004-2011). Il contribua au progrès des études renaniennes en Grèce. Il prit, en outre, part à des expéditions scientifiques au Mont-Athos (1991[organisée par le Conseil d'Europe]) et à Erevan, en Arménie (1999 [organisée par le musée de la ville d'Athènes]) ainsi qu'au programme de recherches archéologiques PROGRESS de l'Union européenne (1996-1999). Il fut aussi chercheur invité auprès de la présidence de la république de Chypre (1983), du Musée de la Vieille Ville de Varsovie (mai 1997 et mai 1998), du musée d'histoire de la ville de Moscou (mars, août et novembre 2001, août et octobre 2003) et de l'université de Sana'a, au Yémen (juillet 2004). Au mois de mai 2017 il fut professeur invité à l’université de Bucarest. Accepté, en 2016, à l'Académie des arts et sciences de la mer, il y fut admis, en 2018, au grade d'académicien. En 2016, il était membre du comité de patronage du Trophée Bailli de Suffren.

## Ouvrages
Écrits en français
- Vie politique en Grèce pendant les années 1862-1869 (Faculté des Lettres de l’Université Nationale d’Athènes, 1981)[13].
- Attitudes parallèles. Éleuthérios Vénisélos et Take Ionescu dans la Grande Guerre (Athènes : Institut de recherches sur Éleuthérios Vénisélos et son époque, 2005 (deuxième édition,  (ISBN 960-88457-3-4)), 2008 (troisième édition,  (ISBN 978-960-88457-9-4)).
- Arsaki. La vie d’un homme d’État (Bucarest : Editura Academiei Române, 2008),  (ISBN 978-973-27174-0-0).
- Fallmerayer et les Grecs (Istanbul : Les éditions Isis, 2011).
- Les Argonautes (Paris : Dualpha, 2013),  (ISBN 978-235-37425-1-6).
- La révolution grecque de 1862 et l’insurrection crétoise de 1866. Conséquences politiques et complications diplomatiques (Istanbul : Isis, 2016),  (ISBN 978-975-428-560-4).
- L’Odyssée d’Homère au-delà des mythes (Le Pirée : Institut d’Histoire maritime hellène, 2016),  (ISBN 978-618-80599-2-4).
- Le Vieillard de Morée. Essai sur l'Histoire des Grecs et leur indépendance  (Istanbul: Isis, 2017),  (ISBN 978-975-428-587-1)
- Essais sur l'histoire maritime des Grecs à la fin de la domination ottomane (Istanbul: Isis, 2017 [ouvrage collectif])  (ISBN 978-975-428-592-5)
- "Débris d'un monde d'antan" dans l'ouvrage collectif La Mer toujours par le Collège des Lettres de l'Académie des Arts & Sciences de la Mer (Guimaec: Éditions Le Cormoran, 2019  (ISBN 978-2-916687-27-8)

## Ouvrages le concernant
- Erik Sjöberg, Battlefields of Memory. The Macedonian Conflict and Greek Historical Culture (Umeå University, 2011),  (ISBN 978-91-7459-329-7)
- Erik Sjöberg, “The Past in Peril”, Education Inquiry  (ISSN 2000-4508), Vol. 2, No. 1, pp. 93–107(http://www.education-inquiry.net/index.php/edui/article/viewFile/21965/28710).
- Dalibor Jovanovski, “Greek Historiography and the Balkan Wars”, On Macedonian Matters. From the partition and annexation of Macedonia in 1913 to the present (Verlag Otto Sagner: Munich, Berlin, 2015). http://s3.amazonaws.com/academia.edu.documents/38056455/dalibor_statija.pdf

### Sources
- Quelques considérations à propos du voyage des Argonautes, sur Science et Foi , janvier 2014 (consulté le 31 décembre 2016)
- (en) « http://abegitim.deu.edu.tr/index.php/en/activities/2015 », sur Dokuz Eylul University, Department of European Studies, 3 juin 2016 (consulté le 31 décembre 2016)
- La-Croix.com, « Recherche », sur La Croix (consulté le 30 décembre 2016)
- https://www.archeomedia.net/wp-content/uploads/2017/08/Ulysse.pdf (consulté le 19 août 2017).
- L'énigme de la carte de Piri Reis, Boletim da Sociedade de Geografia de Lisboa, Janeiro-Dezembro 2016, pp. 39-42. http://www.socgeografialisboa.pt/wp/wp-content/uploads/2018/07/Boletim-Soc.Geografia-134.pdf